# Ermita de Sant Josep d'Atzeneta del Maestrat
L'Ermita de Sant Josep d'Atzeneta del Maestrat, a la comarca de l'Alt Maestrat és un edifici religiós que està situat en la coneguda com a Partida Pla de Meanes, al costat d'un dels caserius de l'extrem nord del terme municipal que es disposen al voltant del Pou del Mas, al que s'accedeix uns 8 quilómetros després de prendre la carretera CV-165 en adreça Vilar de Canes, abans d'arribar al punt quilomètric 28.
Està reconeguda com a Bé de Rellevància Local segons la Disposició Addicional Cinquena de la Llei 5/2007, de 9 de febrer, de la Generalitat Valenciana, de modificació de la Llei 4/1998, d'11 de juny, del Patrimoni Cultural Valencià (DOCV Núm. 5.449 / 13/02/2007), presentant com a codi identificador el 12.04.001-006.

## Descripció històrica-artística
Es tracta d'un edifici datat al segle xviii, una petita ermita, de les poques dedicades a Castelló a Sant Josep, que es va ampliar en 1933 quan se li va afegir una sagristia.
En un primer moment l'ermita era el centre espiritual de la zona i donava servei religiós als pobladors de les abundants masies que es trobaven disperses per la zona. Les seves reduïdes dimensions, de quatre metres per tres, li fan ser una de les més petites del terme municipal. Es troba en bon estat de conservació, tota ella emblanquida. La porta d'accés està elevada i s'accedeix a ella per uns graons que salven el desnivell del terreny. La seva façana principal és molt senzilla i presenta com a decoració un rellotge pintat de sol situat en una de les cantonades d'aquesta. També disposa d'una espadanya amb una única campana anomenada Sant Josep, fosa en 1950 pels Germans Roses de Silla. L'espadanya es remata amb una creu de ferro.